# Ernst Ludwig von Tippelskirch
Le lieutenant-général Ernst Ludwig von Tippelskirch, né le 26 juillet 1774 à Gut Görken en province de Prusse-Orientale et mort le 23 janvier 1840 à Berlin, est un officier de l'armée prussienne pendant les guerres napoléoniennes. Plus tard il est commandant de Berlin, et dans le même temps, le commandant de la guerre sur terre

## Biographie

### Naissance
Ernst Ludwig naît le 26 juillet 1774. Il est le fils du hauptmann prussien Johann Sigismund Ernst von Tippelskirch (de) (1744-1787) et de sa femme Juliane Sophie Margarethe, née von Werner (1747-1819).

### Carrière militaire
Après avoir fréquenté les écoles de cadets de Kulm et de Berlin, il rejoint le 27e régiment d'infanterie (de) « von Knobelsdoff » le 11 mars 1794 en tant que caporal et devient peu après fähnrich. Pendant la guerre de la première coalition contre la France, il participe à la bataille de Kaiserslautern les 28 et 30 novembre 1793 et aux batailles de Trippstadt et de Johanniskreuz.
Le 14 septembre 1797, il est promu leutnant en second au régiment d'infanterie « Courbière » et rejoint quartier-maître général comme adjudant en 1804. Lors de la campagne de 1806-1807, il participe pour la première fois en tant que capitaine d'état-major au corps de Kalckreuth. En mars 1807, il est promu capitaine et la même année, il devient major. Il participe à toutes les grandes batailles, y compris les batailles d'Iéna (14 octobre 1806), de Pultusk (26 décembre 1806), d'Eylau (7 et 8 février 1807), de Heilsberg (10 juin 1807) et de Friedland (13 juin 1807). Pour ses services pendant la bataille du Prussien Eylau, qu'il vit au quartier général russe, il reçoit la plus haute récompense prussienne pour la bravoure, l'Ordre pour le Mérite, en février 1807.
Après les traités de Tilsit (7 et 9 juillet 1807), il sert comme commissaire dans la rectification de la frontière avec le grand-duché de Varsovie et en septembre 1808, rejoint le maréchal Friedrich Adolf von Kalckreuth comme lieutenant d'intendance. Au début de 1809, il fait partie de la commission d'enquête sur les événements de 1806-1807 et sert à partir de septembre 1809 à l'état-major général (2e département du ministère de la Guerre). En octobre 1811, il est transféré au Garderegiment, mais le 8 décembre de la même année, il se voit déjà confier le commandement du 8e régiment de grenadiers. Il participe à la campagne de Russie de 1812 dans le corps auxiliaire prussien et prend part aux deux batailles d'Eckau le 19 juillet et le 27 septembre. En novembre, alors que la guerre de 1813 contre la France est imminente, le roi Frédéric-Guillaume III l'amène à Breslau et lui confie le commandement du 1er régiment à pied de la Garde, qu'il prend en charge le 9 février 1813Parallèlement, depuis le 15 mars, promu lieutenant-colonel, il dirige la brigade d'infanterie brandebourgeoise, à laquelle appartient son régiment. Après la bataille de Lützen (2 mai 1813), il est décoré de la croix de fer de 2e classe. Lors de la bataille de Bautzen qui suit (20 et 21 mai 1813), il est chef de la brigade de réserve. Au début du mois d'août 1813, il devient chef d'état-major général du IIe corps d'armée prussien (Kleist). Après la bataille de Dresde (26 et 27 août 1813), il reçoit la Croix de fer de la première classe. En décembre 1813, il devient colonel et est chargé du déploiement de la Landwehr prussienne entre l'Elbe et la Weser.
Lorsque la guerre éclate en 1815, il prend le commandement de la 5e brigade du IIe corps d'armée (Zieten). En mai 1815, il est promu major général. Pour son service dans la bataille de Ligny (16 juin 1815) et de Waterloo (18 juin 1815), il reçoit les Feuilles de chêne de l'Ordre pour le Mérite. En octobre 1815, il est nommé commandant de la Landwehr dans le district de Coblence. En 1818, il reçoit l'Ordre de l'Aigle rouge de 3e classe. En 1821, il est commandant de brigade à Düsseldorf et reçoit la même année l'ordre de l'Aigle rouge de 2e classe avec des feuilles de chêne. Un an plus tard, il est devient commandant de division et reçoit l'Ordre de l'aigle rouge de classe I avec des feuilles de chêne. En 1825, en tant que lieutenant général, il est commandant de la 8e division d'infanterie. À partir du 30 janvier 1827, il est commandant de Berlin et en même temps chef de la gendarmerie d'État et des frontières.

### Famille
Il est marié deux fois. Le 20 avril 1804, il épouse Henriette Charlotte Dorothee Melhorn (1783-1823) dont il divorce en 1811. Il épouse sa deuxième femme en 1812, Philippine Ernestine Pascha (morte le 17 janvier 1854) de Wohlau. Le couple a les enfants suivants :
- Ottilie Julie Marie (* 14 octobre 1816 ; † 12 juillet 1873)
- Wilhelmine Julie Maire (* 9 février 1818 ; † 10 février 1844)
- Karl Ernst Philipp (* 22 août 1819 ; † 10 février 1853), locataire de Gut Schönau en Silésie
- Ernstine Friederike Philippine (* 20 février 1821 ; † 3 juillet 1857) ⚭ 1848 Ernst von Niebelschütz (1817-1874), administrateur de district, Herr auf Dahme
- Luise (* 2 mai 1823 ; † 8 janvier 1909) ⚭ 1842 Gustav Adolf von Stranß (* 16 juin 1809 ; † 17 mars 1873), lieutenant à la retraite, fils du général de corps d'armée Gustav Adolf von Strantz (de)

### Mort
Ernst Ludwig von Tippelskirch meurt d'un accident vasculaire cérébral à Berlin le 23 janvier 1840. Sa tombe impressionnante, conçue par August Soller et réalisée par Moritz Geiß (de), se trouve dans le cimetière de la garnison de Berlin (Field III).